# 埼玉県立狭山高等学校
埼玉県立狭山高等学校（さいたまけんりつさやまこうとうがっこう）は　埼玉県狭山市広瀬東にあった男女共学の高等学校。全日制と定時制にそれぞれ普通科を設置していた。
なお、埼玉県立川越高等学校定時制、埼玉県立豊岡高等学校定時制との統合により、埼玉県立狭山高等学校としては平成20年3月に廃校となった。卒業証明書などの書類は同所にある埼玉県立狭山緑陽高等学校で発行される。

## 沿革
- 1965年（昭和40年）　埼玉県立狭山高等学校開校
- 1967年（昭和42年）　定時制の課程の設置
- 2006年（平成18年）　全日制の生徒募集停止
- 2008年（平成20年）　埼玉県立川越高等学校（定時制）、埼玉県立豊岡高等学校（定時制）と統合され、昼夜開講制のパレットスクール、「埼玉県立狭山緑陽高等学校」となった。（設置場所は狭山高校の現在地）
- 2011年（平成23年）　狭山高校定時制課程となっていた狭山緑陽高校普通科が卒業式を挙行する。これをもって完全に狭山緑陽高校総合学科の完全2部制となる。

## クラブ
- 運動部

少林寺拳法部、空手道部、野球部、ラグビー部、陸上競技部、サッカー部、男子ソフトテニス部、女子ソフトテニス部、卓球部、弓道部、男子バスケットボール部、女子バスケットボール部、男子バドミントン部、女子バドミントン部、剣道部、柔道部、水泳部、ハンドボール部、ダンス同好会、バレーボール同好会
- 文化部

吹奏楽部、合唱部、書道部、茶道部、美術部、演劇部、漫画研究部、被服部、囲碁同好会、手話同好会、軽音楽同好会、フォークソング同好会

## 交通
- 狭山市駅より徒歩20分

## おもな卒業生
- デビット伊東（タレント）
- 栗原大輔（画家・声楽家・指揮者）
- 小林栄介（タレント・経営者・ジャーナリスト）
- 飯倉洋考（著名ラーメン店　新座　塩ラーメンぜんや　店主）
- 高橋佳生（歌手・ローカルタレント）